# لا تعبر الجسر حتى تصل إليه
لا تعبر الجسر حتى تصل إليه (بالإنجليزية: Don't cross the bridge until you come to it)‏ عبارة إنجليزية مجازية تفيد بأن يجب على الشخص أن لا يقلق قبل أن يواجه المشكلة. على الرغم من غير الواضح متى ظهرت العبارة ولكن يعتقد أنها أتت من حكمة تعود إلى هنري وادزورث لونغفيلو.